# Бражник Алекто
Бражник Алекто, или бражник левантийский (лат. Theretra alecto) — вид ночных бабочек из семейства бражников (Sphingidae).

## Этимология
Алекто в древнегреческой мифологии — одна из трёх Эриний — богинь мщения.

## Описание
В размахе крыльев 70—100 мм. Крылья вытянутые и заострённые. Передние — светло-коричневого цвета с розоватыми оттенками, серединной чёрной точкой, косой тёмной линией, идущей от вершины крыла ко второй трети внутреннего края края и с несколькими параллельными ей малозаметными полосками. Задние крылья ярко-красные с чёрным основанием, тёмно-бурым передним и наружным краем, со светлым беловатым внутренним углом.

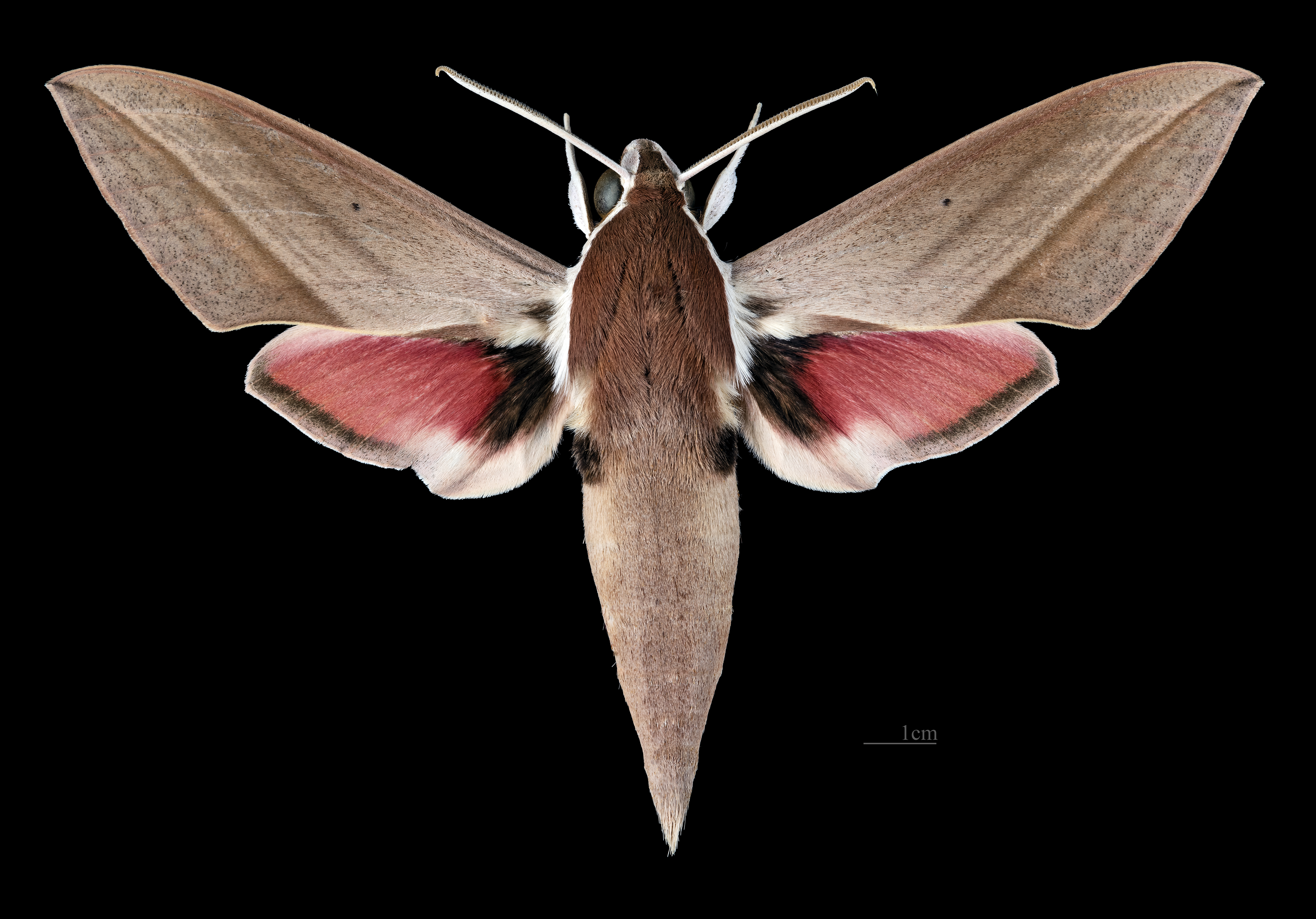
♂ Theretra alecto
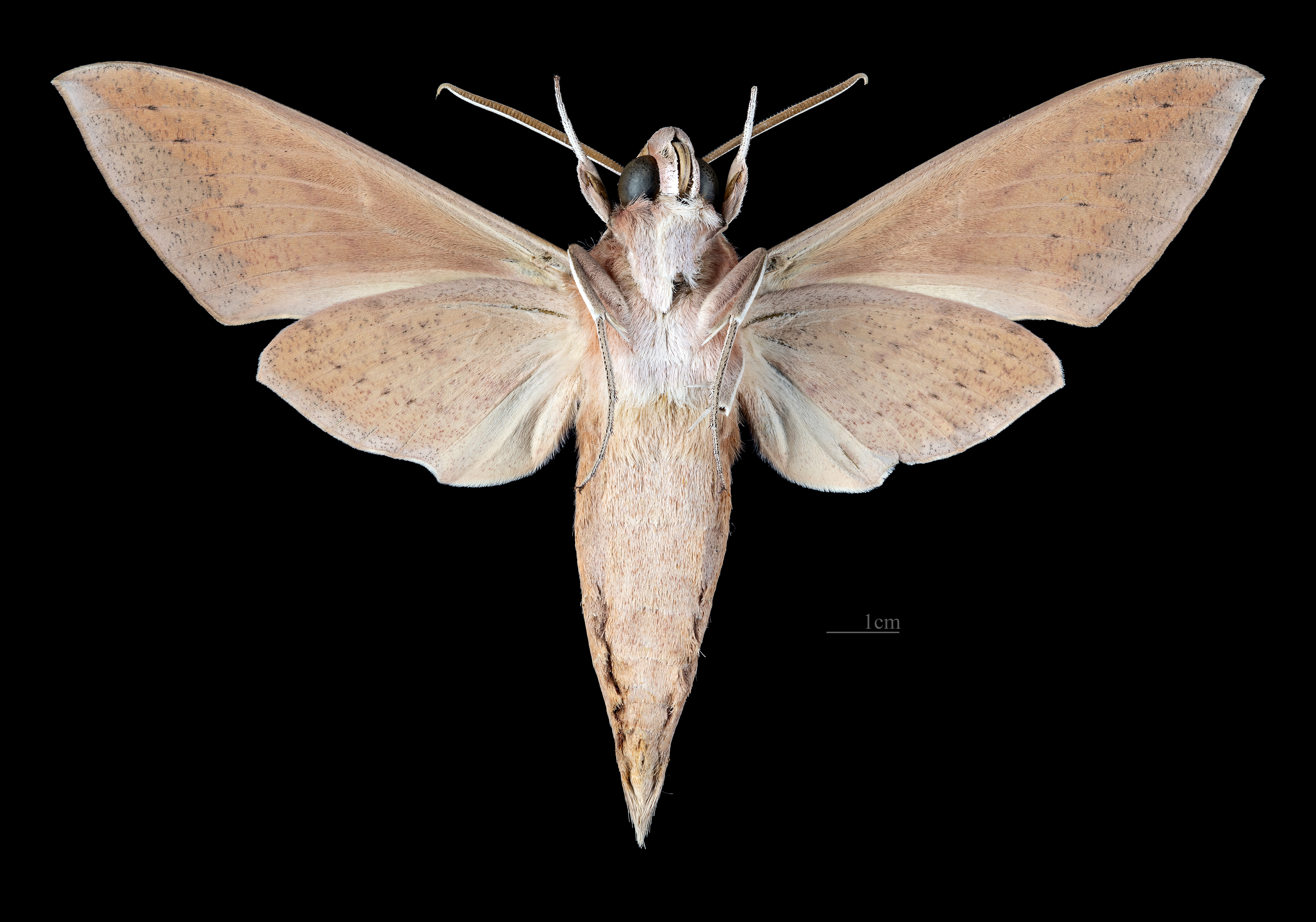
♂  △ Theretra alecto
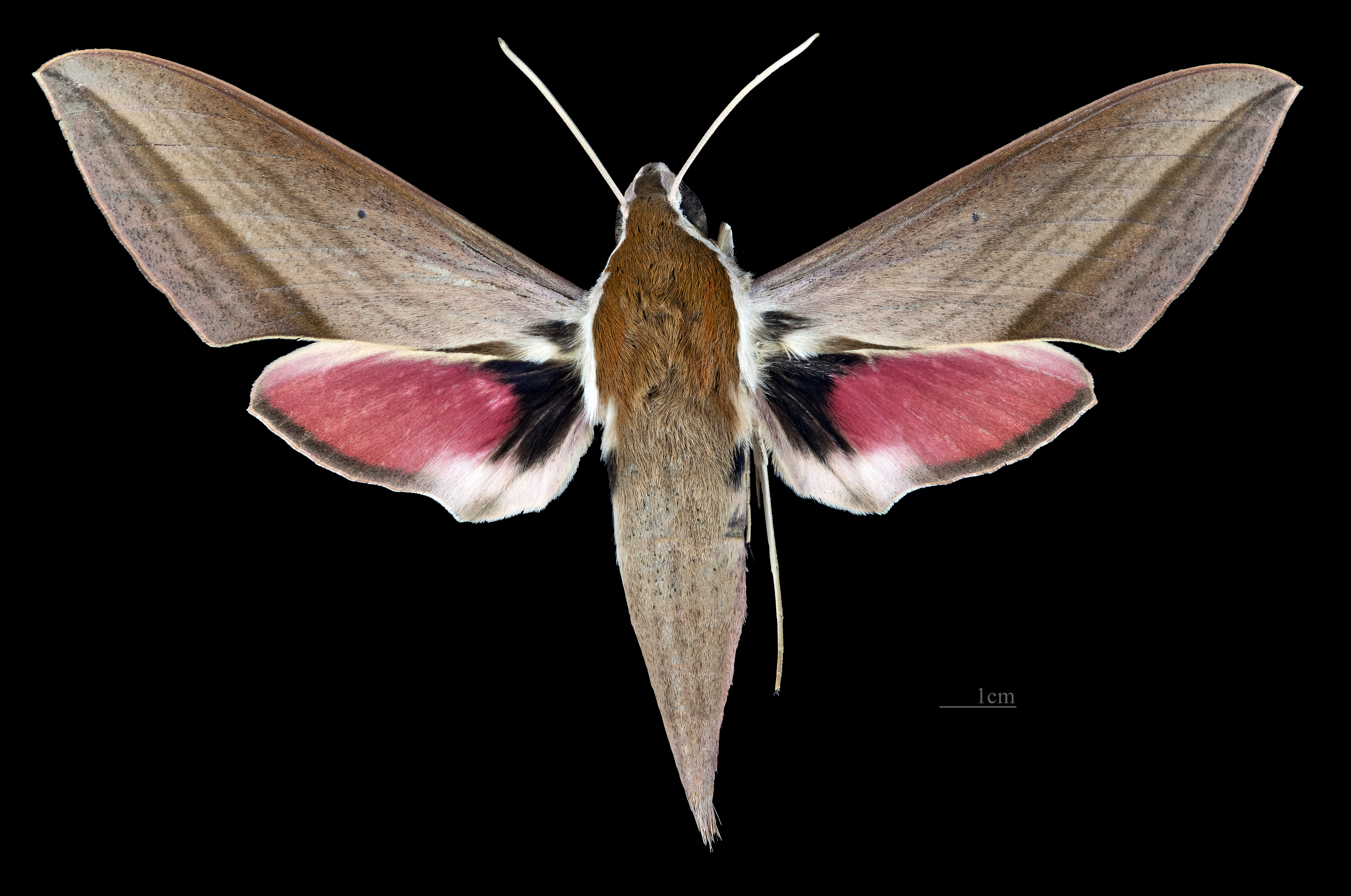
♀ Theretra alecto'
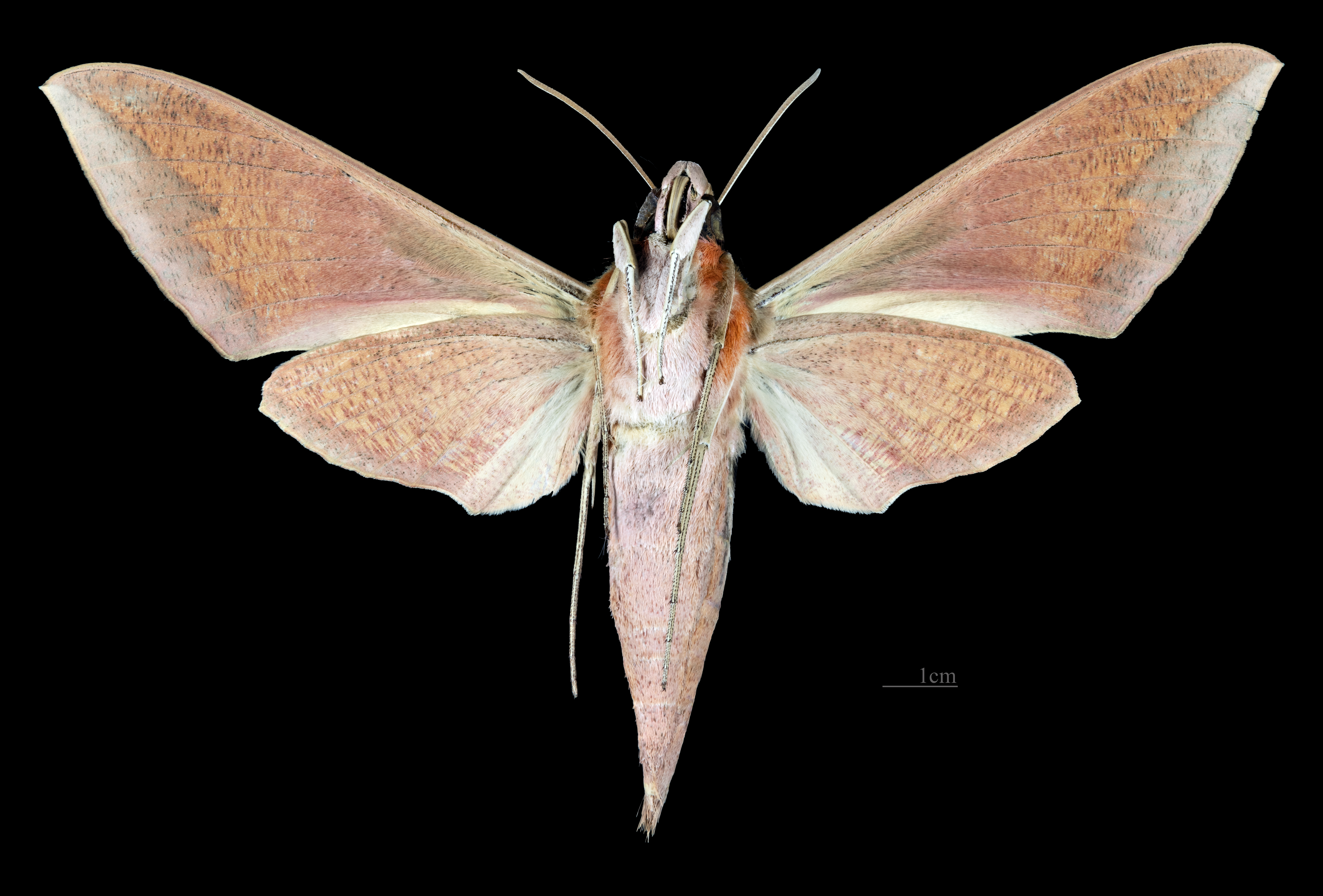
♀  △ Theretra alecto
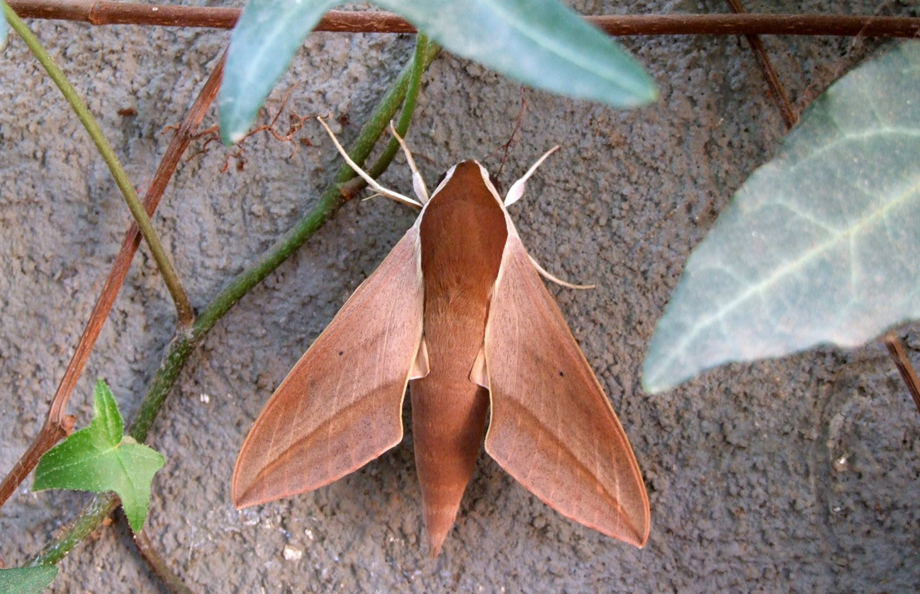
Бабочка в позе покоя со сложенными крыльями
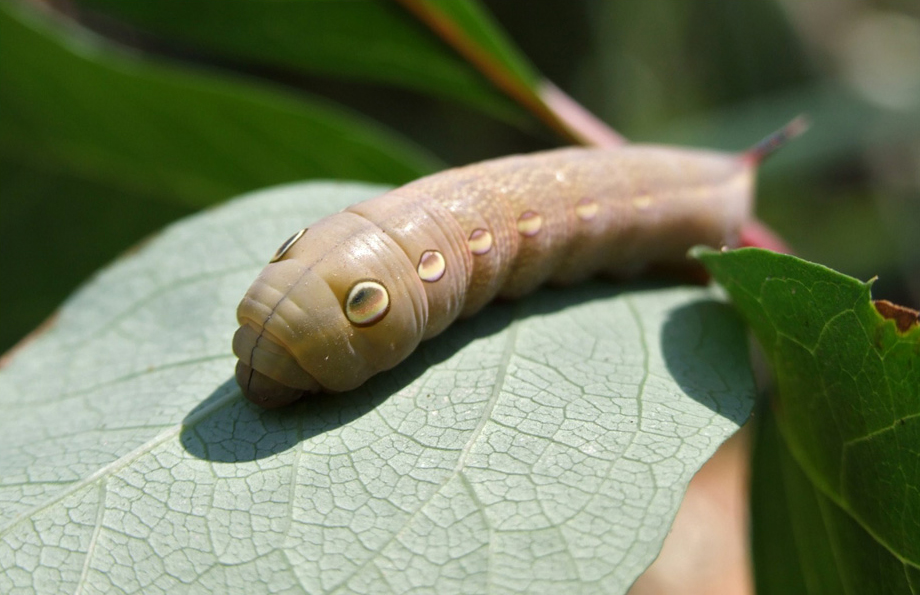
Гусеница
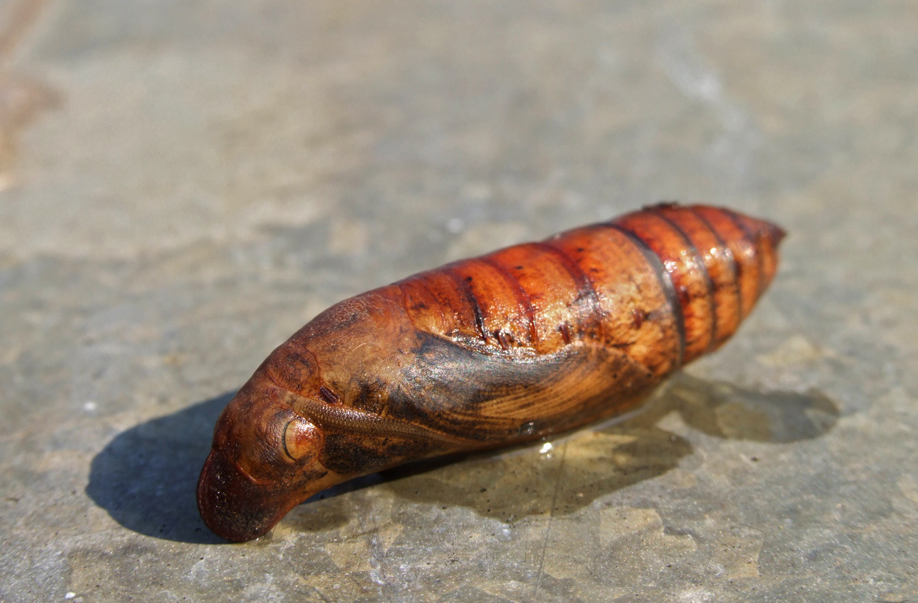
Куколка

## Ареал

Карта ареала вида

Ареал охватывает Юго-Восточную Европу, Малую и Переднюю Азию, Индию, Малайский и Зондский Архипелаг, Филиппинские острова, остров Тайвань. На территории бывшего СССР — Закавказье и Среднюю Азию, Ростовскую область и Крым

## Биология
За год развивается в нескольких поколениях. Гусеница ярко-зелёного цвета или буроватая с тёмной спинной полоской и светлыми желтоватыми боковыми линиями. С 3 по 10 сегменты тела по бокам имеют овальные глазчатые пятна с белой серединой. Гусеница питается на винограде, Parthenocissus, Rubia, Gossypium, Leea.